# 京極温泉
京極温泉（きょうごくおんせん）は、北海道虻田郡京極町川西にある温泉。

## 泉質
- ナトリウム - 塩化物・硫酸塩泉
  - 源泉温度40.3度
  - 湧出量毎分41リットル[1]

## 温泉地
- 日帰り入浴施設で、町指定管理者が管理する「京極ふれあい交流センター京極温泉」が存在する。
- 加温濾過循環方式。
- 露天風呂からは羊蹄山が見える。

## 歴史
- 1996年（平成8年） - 開湯。

## 周辺
- ふきだし公園
- 道の駅名水の郷きょうごく

## アクセス
- 鉄道：JR北海道函館本線倶知安駅から車で約20分。
- 車：道央自動車道虻田洞爺湖ICから約50km、1時間10分。